# Pfetterhouse
Pfetterhouse är en kommun i departementet Haut-Rhin i regionen Grand Est (tidigare regionen Alsace) i nordöstra Frankrike. Kommunen ligger i kantonen Hirsingue som tillhör arrondissementet Altkirch. År 2022 hade Pfetterhouse 967 invånare.

## Befolkningsutveckling
Antalet invånare i kommunen Pfetterhouse
| Referens: INSEE |